# حي القصر في بودابست

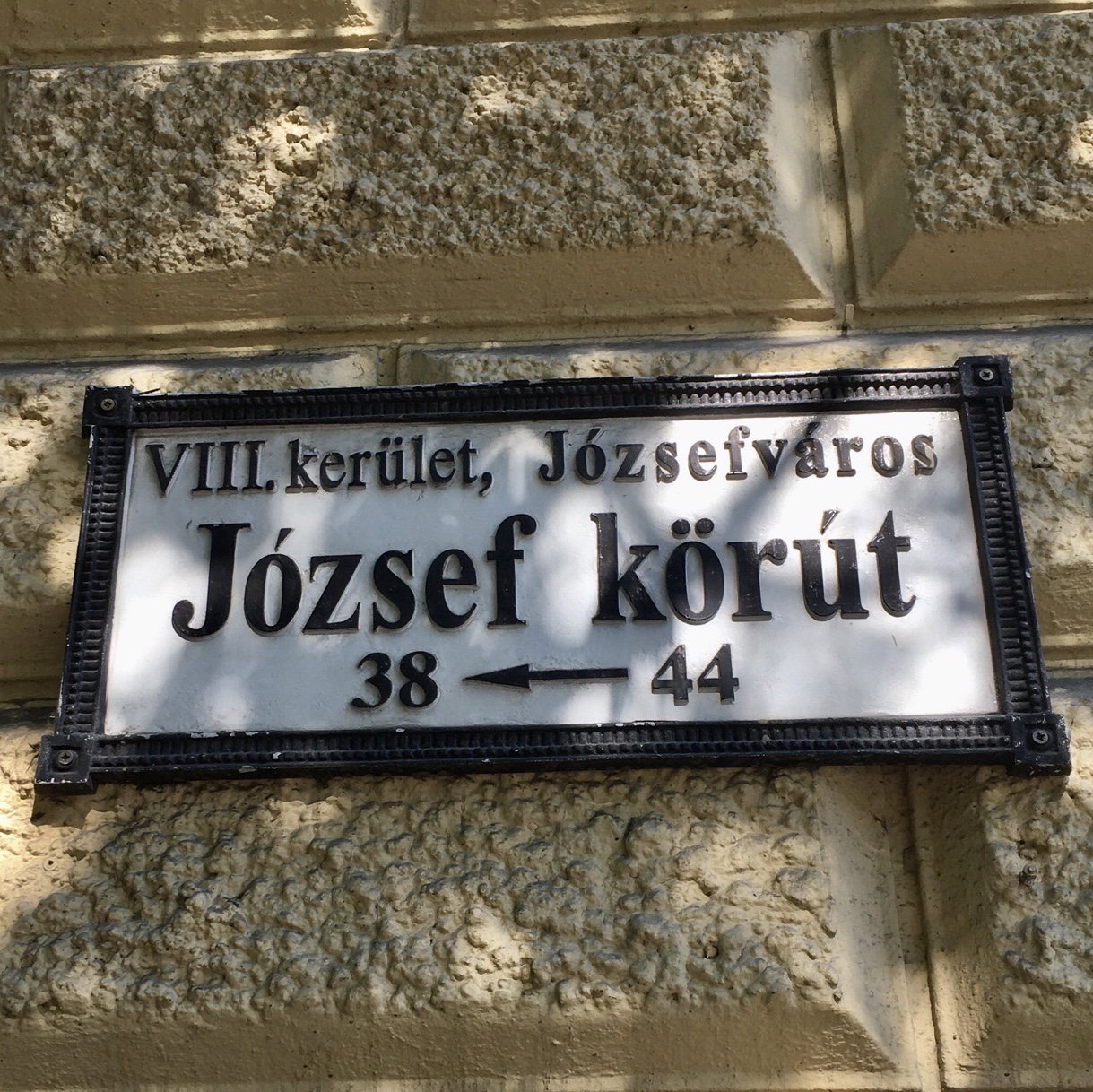
لافتة شارع يوزسف فاروش

حي القصرهو جزء داخلي من منطقة بست، وهي النصف الشرقي من مدينة بودابست. وكان يعرف حتى فترة الحكم الشيوعي باسم حي النبلاء. يقع الحي في الجزء الغربي الأقصى من الحي الثامن للمدينة،  وقد تُسمّى تيمناً بالإمبراطور جوزيف الثاني في 7 نوفمبر 1777 ، إمبراطور الرومانية المقدسة والأرشيدوق النمساوي (1741–1790)، الذي حكم بين 1765 و1790، ومن 1780 حتى 1790 كملك للمجر. والحي الثامن في فيينا، المعروف باسم يوسفشتات، سُمي أيضًا باسمه، لكن ذلك تم بعد فترة طويلة من حكمه، في عام 1850.
تطورت منطقة جوزيففارو شرقًا مباشرة من أسوار بست الوسطى في العصور الوسطى، وكانت تعرف في الأصل باسم حقل القبرة  أو ألشو-كولفاروس الضاحية السفلى. تحد منطقة القصر من الغرب شارع المتحف الدائري، ومن الشمال شارع راكوتسي أوت، ومن الشرق شارع يوسف الدائري، ومن الجنوب شارع أُلّوي. يوجد أرشيف واسع للصور التاريخية لمنطقة القصر على موقع فورتبان

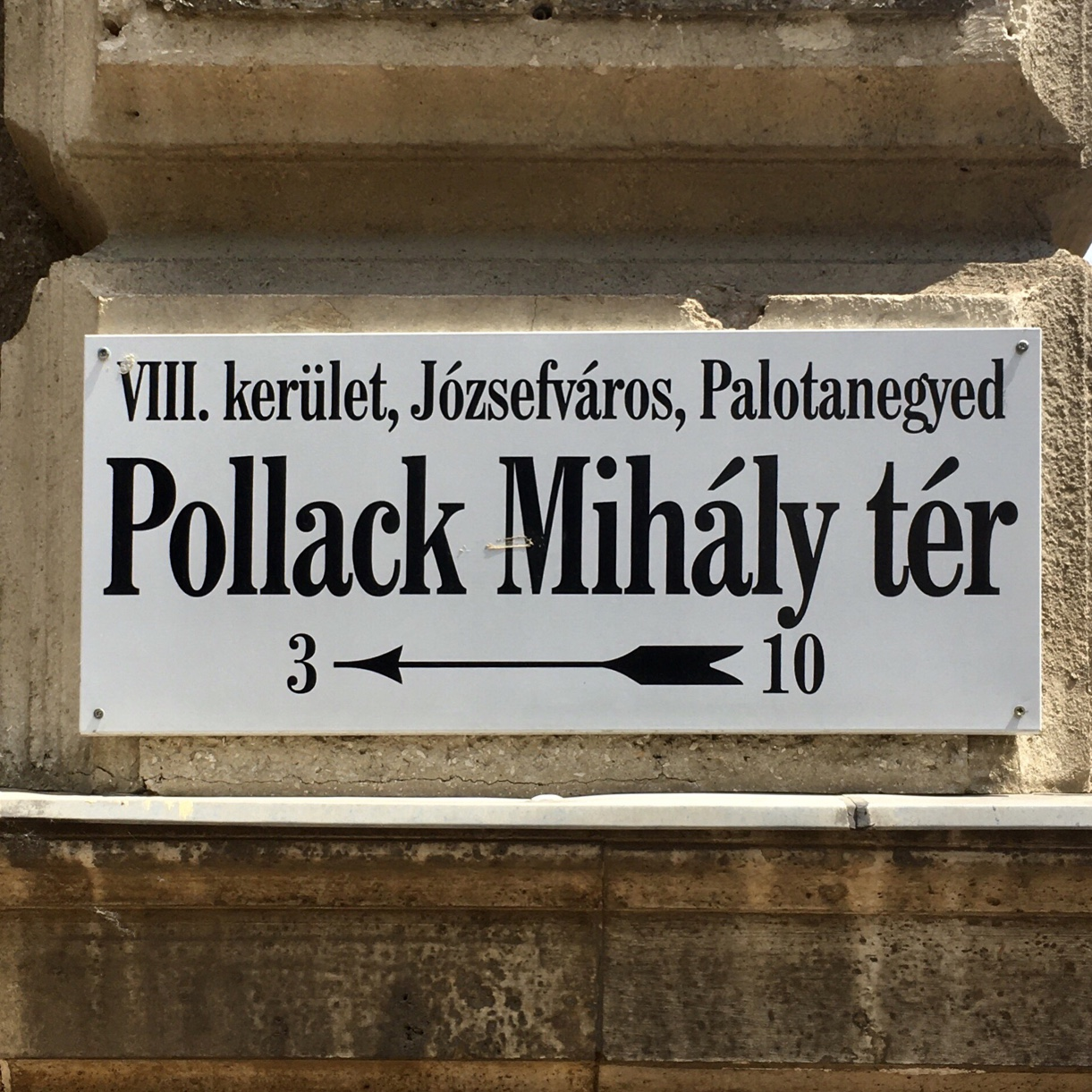
علامة شارع حي القصر

تسببت فيضان عظيم بلغ ارتفاعه مترين عام 1838 في انهيار 900 مبنى في منطقة جوزيففارو، ولم ينجُ من هذه المباني سوى 250 فقط. ومن المباني القليلة في منطقة القصر التي نجت من قبل عام 1838، تشمل كنيسة سانت روكوس مادنة القديس روك، شفيع المصابين بالطاعون)، التي بُنيت عام 1711 بهدف صد الطاعون الذي كان يجتاح بست آنذاك، على موقع كنيسة مسيحية مبكرة تعود إلى القرن الرابع على الأرجح. وتعتبر هذه الكنيسة أقدم مبنى معروف في منطقة القصر، أعيد بناؤها عام 1945 بعد تدميرها خلال الحرب العالمية الثانية، ثم تعرضت لأضرار كبيرة مرة أخرى عام 1956. أما مستشفى سانت روكوس المجاور، فافتتح عام 1796، لكنه لا يحتفظ بالكثير من مظاهر عراقتها في هيئته الحالية.
كان الدافع الأساسي لتطور المنطقة بعد الفيضان الكبير هو بناء المتحف الوطني المجري الضخم على الطرف الغربي للحي، بين عامي 1837 و1847، وصممه المهندس المعماري ميهالي بولاك، المولود في فيينا، الذي سُمي باسمه الميدان الواقع خلف المتحف. عُقدت اجتماعات مجلس الشيوخ المجري، الذي تأسس ضمن التوافق السياسي الذي أنشأ الملكية المزدوجة النمساوية المجرية عام 1867، داخل المتحف الوطني حتى افتتاح مبنى البرلمان المجري الجديد عام 1904.
أما بقية البرلمان الأصلي للمجر فقد تأسس بجانب المتحف في شارع فوهيرتشيغ ساندور 8، والذي سُمي تكريمًا لألكسندر ليوبولد أرشيدوق النمسا، الوالي أو النائب الملكي للمجر خلال الفترة من 1790 إلى 1795، وذلك عام 1840. وفي عام 1946 تم تغيير اسم الشارع إلى شارع برودي ساندور. وقد صمم هذا المبنى المهندس المعماري المرموق من القرن التاسع عشر في بودابست، ميكلوش إيبل، الذي صمم أيضًا دار الأوبرا والكنيسة الكبرى، بالإضافة إلى خمسة من قصور منطقة القصر، وهي: قصور فيستيتيش، بالفي، كارولي في ميدان بولاك ميهالي، واليوم يضم المبنى القديم للبرلمان المعهد الثقافي الإيطالي.
حتى اندلاع الحرب العالمية الأولى، شكل هذان المبنيان نقطة انطلاق لأعضاء النخبة الأرستقراطية والتجارية في الملكية المزدوجة، الذين كانوا كثير منهم من أعضاء البرلمان، لبناء حوالي 40 قصرًا أو فيلا في المنطقة المحيطة. حيث بنت عائلة كارولي وحدها أربعة قصور في الحي، وبنى الكونت يانوش زيشي وعائلته ثلاثة، فيما بنت عائلتا بانفي وفينكهايم قصرين لكل منهما. وقد شُيّدت معظم قصور الحي في الشوارع المحيطة بالمتحف، وهي شوارع برودي ساندور اليوم، وميدان بولاك ميهالي، وشارع المتحف، وشارع ريفيتسكي، وشارع أوتباشيرتا، وشارع تريفورت.
أُقيم عدد من القصور والمباني السكنية أيضًا إلى الشرق من المركز الرئيسي للمنطقة، بما في ذلك في المواقع المعروفة اليوم مثل ميدان لورينتس باب، وشارع غيولاي بال، وشارع هورانسكي، وشارع سينتكيرايلي. أما باقي المباني السكنية التي شُيدت في منطقة القصر في الفترة ذاتها فقد صُمّمت في الغالب لاستيعاب سكان من الطبقة المتوسطة أو المتوسطة العليا. ويستخدم مصطلح قصر يُستخدم في المجر وكثير من دول أوروبا القارية بشكل أوسع وأكثر مرونة مما هو عليه في العالم الناطق باللغة الإنجليزية. ففي منطقة القصر، يمكن أن يُطلق هذا المصطلح على مبانٍ فخمة حقيقية (مثل قصر فينكهايم، الذي يشغل مبناه اليوم مكتبة سابو إرفين، وكذلك على مبانٍ تحتوي شققًا واسعة ومترفة بُنيت لصالح الطبقات الثرية من البرجوازية، مثل قصر إيميش في شارع هورانسكي.
تضم منطقة القصر أيضًا أحد المبنيين الوحيدين المتبقيين في بودابست من تصميم المكتب المعماري الشهير فيلنر وهيلمر، وهما معماريان نمساويان من فيينا. هذا المبنى هو قصر إستفان كارولي أو قصر كارولي-تشكونيتش الواقع في شارع المتحف رقم 17. أما المبنى الآخر من تصميمهما في بودابست فهو مسرح فيغزينهاز في شارع سانت إستفان كوروت.
واحد من أقدم المباني في المنطقة صممه المهندس الكلاسيكي الكبير في بست، جوزيف هيلد، وهو مبنى منزل الزخرفة النباتية الذي أنشئ عام 1842 في شارع باروش رقم 40. وقد بقي هذا المبنى لفترة طويلة في حالة تدهور شديدة، إلا أن ترميم واجهته المطلة على الشارع بدأ في مارس 2021 بطريقة تحافظ على طرازه التاريخي.
تعكس معظم العمارة في منطقة القصر الطراز النمساوي المعروف بـ”عصر فرانز جوزيف”، الذي امتد من أربعينيات القرن التاسع عشر حتى الحرب العالمية الأولى. ومع ذلك، تضم المنطقة أيضًا عددًا من المباني التي شُيدت على طراز الانفصال الهنغاري ، الذي كان أودون ليتشنير من أبرز المدافعين عنه. من أبرز هذه المباني دار غوتنبرغ اللافتة للنظر، والتي صممها اثنان من أبرز تلامذة ليخنر، وهما الأخوان يوجيف ولازلو فاغو، المولودان في ناجيفاراد رومانيا اليوم، وقد بُنيت بين عامي 1905 و1906. وهناك خطط حالية لترميم هذا المبنى. كما توجد مبانٍ أخرى على الطراز نفسه في شارع فاش، وشارع باروش، وشارع كرودي.وصمّم بيلا لايتا، الطالب اليهودي لأودون ليخنر، مدرسة الكونت سيشيني للتجارة في شارع فاش عام 1912. وقد تميز تصميم المبنى باختلافه عن معظم العمارة المحيطة، حيث دمج بين الحداثة، وفن الديكور، والعناصر الشعبية التقليدية. ومن اللافت أن الزخارف الداخلية الغنية لهذا المبنى نجت من الدمار أثناء الحرب العالمية الثانية.
ومن الفرق المعمارية المعروفة في المجتمع اليهودي الهنغاري من صمموا أول متجر متعدد الأقسام في البلاد، وهو كورفين أورهاز، الواقع في ميدان بلاها لويزا. وقد كان المعماري زولتان رايس من تولى تصميمه. وكان رايس قد صمم العديد من المباني في بودابست وفي أنحاء المجر خلال العقود الأولى من القرن العشرين، كما خدم كضابط في الجيش النمساوي-الهنغاري خلال الحرب العالمية الأولى. بدأ بناء هذا المبنى الكلاسيكي عام 1915، وافتُتح المتجر رسميًا عام 1926. وفي عام 1931 تم تزويده بأول سلم كهربائي في المجر. وقد امتلكته شركة إم. جي. إمدن وأبناؤه، ومقرها في هامبورغ. أما الزخارف والنقوش الخارجية للمبنى فكانت من عمل النحات اليهودي المجري الشهير أودون بيك، الذي اختفى في 31 يناير 1945 خلال حصار بودابست.
ومن المعماريين الأقل شهرة ممن ساهموا في طفرة البناء التي سبقت الحرب العالمية الأولى في منطقة القصر، المهندس أدولف غراينر، وهو معماري يهودي وُلد في لوسونتس سلوفاكيا اليوم عام 1847 وتوفي في بودابست عام 1931. من أعماله تصميم كنيس أويبودا الذي بُني بين عامي 1885 و1886، بالإضافة إلى عدد من المباني السكنية في وسط بست في تسعينيات القرن التاسع عشر، من ضمنها المبنى السكني المؤلف من أربعة طوابق في شارع هورانسكي رقم 27، والذي اكتمل بناؤه عام 1892.
يضم حي القصور عددًا من المؤسسات التعليمية والثقافية البارزة في بودابست. ففي المنطقة الواقعة بين شارع يمتحف كوروت وشارع بوسكين، تقع كلية الآداب والعلوم الإنسانية التابعة لجامعة أوتفوش لوراند، والتي بُنيت بين عامي 1880 و1883 على يد المعماري إيمري شتايندل، الذي صمّم أيضًا مبنى البرلمان المجري. أما الإدارة المركزية وعدد كبير من أقسام جامعة زملفيس الطبية، فتشغل المبنى المحصور بين شوارع أولووي أوت و شارع باروس وشارع ماريا وشارع سانتكيرالي. وقد ظهرت هذه المباني على الخرائط منذ عام 1896، وتتميز بطراز معماري مشابه لمباني جامعة أوتفوش لوراند القريبة.كما تحتضن جامعة زملفيس أيضًا كلية العلوم الصحية والجمعية المجرية للعلاج الطبيعي داخل مبنى كان يُستخدم سابقًا كمصحة وحمامات علاجية، ويقع في شارع فاس أوتكا رقم 17. وتحتل جامعة بازماني بيتر الكاثوليكية مبنيين في شارع شارع سانتكيرالي، في حين تقع جامعة أندراشي الألمانية داخل قصر فيستيتش. وتضم كلية الآداب والعلوم الإنسانية بجامعة كارولي جاسبار للكنيسة الإصلاحية المجرية  في شارع شارع ريفيتشكي رقم 4، مع وجود خطط لتوسيع نشاط الجامعة داخل حي القصور ليشمل القصور السابقة لعائلة كارولي الواقعة بين شارعي ريفيتسكي وموزيوم ، وذلك بعد الانتهاء من مشروع إعادة التأهيل.
تضم المنطقة أيضًا عددًا من المدارس، من بينها مدرسة “سيتشيني” للتجارة في شارع فاز، ومدرسة تدريب المعلمين الثانوية التابعة لجامعة أوتفوش لوراند في شارع تريفورت، بالإضافة إلى ثلاث مؤسسات تعليمية في شارع هورانسكي، وهي: كلية “بندا كالمان” للفنون والعلوم الاجتماعية، وهي جزء من جامعة كارولي غاسبار، ومدرسة فوروسمارتي ميهالي الثانوية، وكلية القديس إغناطيوس اليسوعية.
تُعد كنيسة القلب الأقدس، التي تقع في ميدان لورينك باب ، الكنيسة الرئيسية في الحي، وهي كنيسة ذات طراز نيو-رومانسكي بُنيت بين عامي 1880 و1890 وفقًا لتصميمات المهندس المعماري يوزف كاوزر، الذي أكمل أيضًا التصميم الداخلي الفخم لكاتدرائية بودابست بعد وفاة ميكلوس يبل في عام 1891، وصمّم الربع الجنوبي الشرقي من ميدان كودالي كوروند الذي يضم مجموعة من القصور السكنية الرائعة على طول شارع أندراسي أوت بين ميداني اوكتوغون وساحة الأبطال .ويُشار إلى المنطقة المحيطة بكنيسة القلب الأقدس منذ زمن بعيد باسم “الفاتيكان الصغير”، نظرًا لاحتوائها على عدد كبير من المؤسسات المرتبطة بالكنيسة الكاثوليكية، مثل دير الآباء اليسوعيين في شارع ماريا رقم 25، وكلية تيريزينوم وهو سكن طلابي تابع لجمعية راهبات مدرسة سيدة كالوتشا في شارع ماريا رقم 20. وتوجد أيضًا مؤسسات دينية أخرى في شارع هورانسكي، منها: كلية القديس إغناطيوس اليسوعية، وكلية القديسة حنّة التابعة لجمعية أخوات المخلص الإلهي، وبيت الحوار باربيسزيدهازا الذي أسس عام 1912 كمركز روحي وثقافي لليسوعيين، وقد صودر من قبل النظام الشيوعي وسُلِّم إلى جامعة كارل ماركس، لكنه أُعيد إلى اليسوعيين لاحقًا وخضع لعملية ترميم شاملة بمناسبة الذكرى المئوية لتأسيسه. كما تحتضن المنطقة كلية جامعية تابعة لجمعية القلب الأقدس، والتي كانت تُعرف خلال الحرب العالمية الثانية باسم “جمعية بنات الشعب للقلب الأقدس.
وقد أدّت هذه المؤسسات دورًا بطوليًا في حماية اليهود المضطهدين بعد الاحتلال الألماني للمجر في مارس 1944، إذ وفّرت راهبات كلية القديسة حنّة الملجأ للفتيات اليهوديات، وأصدرت جمعية بنات الشعب وثائق حماية لهن، كما أخفى دير شارع ماريا رجالًا يهود ، ووفقًا للنصب التذكاري الموجود خارج بيت الحوار، فقد جرى إخفاء ما يقرب من أربعين من الفارّين و120 يهوديًا في قبو المبنى، ثم تمت مساعدتهم على الهروب إلى خارج البلاد.
يُعد المعهد الحاخامي لعام 1877، والذي يعرف اليوم باسم الجامعة اليهودية للدراسات الدينية في بودابست ، ويقع في ميدان غوتنبرغ، أقدم مؤسسة في العالم يتخرج منها الحاخامات بشكل رسمي. كما يضم المبنى كنيسًا يهوديًا ضمن مرافقه. وقد تم تمويل إنشاء المعهد من قِبل الإمبراطور والملك فرانز يوزف، وكان في البداية يحمل اسمه. قام الإمبراطور بزيارة المعهد بعد شهر من افتتاحه في نوفمبر 1877.عقب الاحتلال الألماني للمجر في مارس 1944، استولت قوات شوتسشتافل النازية على المعهد، وحوّلته إلى سجن مؤقت. وقد استخدمه أدولف آيخمان كقاعدة لتنظيم ترحيل اليهود المجريين، وأغلبهم نُقل إلى معسكر أوشفيتز.
وبحسب المقالة المخصصة للمعهد في ويكيبيديا، فإن جزءًا مهمًا من مكتبة المعهد قد تم نهبه من قبل النازيين. وقد نُقل نحو 3000 كتاب إلى براغ، حيث خطط آيخمان لإنشاء ما أطلق عليه “متحف لعرق منقرض” في الحي اليهودي السابق هناك. ولم تُكتشف هذه الكتب إلا في ثمانينيات القرن العشرين، عندما وُجدت في قبو المتحف اليهودي في براغ، وأُعيدت إلى بودابست عام 1989.
وتبقى مكتبة المعهد حتى اليوم مصدر فخر للجامعة، وتُعتبر من أهم مجموعات الأدب الديني اليهودي خارج إسرائيل. ومن اللافت أن المعهد الحاخامي في بودابست كان المؤسسة الوحيدة من نوعها في أوروبا الشرقية التي واصلت العمل خلال الحقبة الشيوعية، واستمر في استقبال طلاب من مختلف أنحاء المنطقة، بما في ذلك الاتحاد السوفيتي.
وإلى جانب المؤسسات الثقافية الكبرى الأخرى في منطقة القصر مثل المتحف الوطني ومكتبة سابو إرفين، تُعد سينما أورانيا الواقع في شارع راكوتسي رقم 21 من المعالم البارزة أيضًا. وقد صُمّم المبنى على طراز هجين يمزج بين الطراز القوطي الفينيسي والطراز الموريسكي، من قِبل المهندس المعماري هنريك شماهل، وافتُتح في منتصف تسعينيات القرن التاسع عشر، وكان يُستخدم في البداية كـمسرح كاباريه. وفي عام 2002، خضع المبنى لعملية ترميم شاملة أعادت له مجده الأصلي، وفي عام 2006 حصل على جائزة “أوروبا نوسترا”، وهي جائزة حماية التراث المرموقة التي يمنحها الاتحاد الأوروبي تقديرًا لجهود الترميم البارزة.

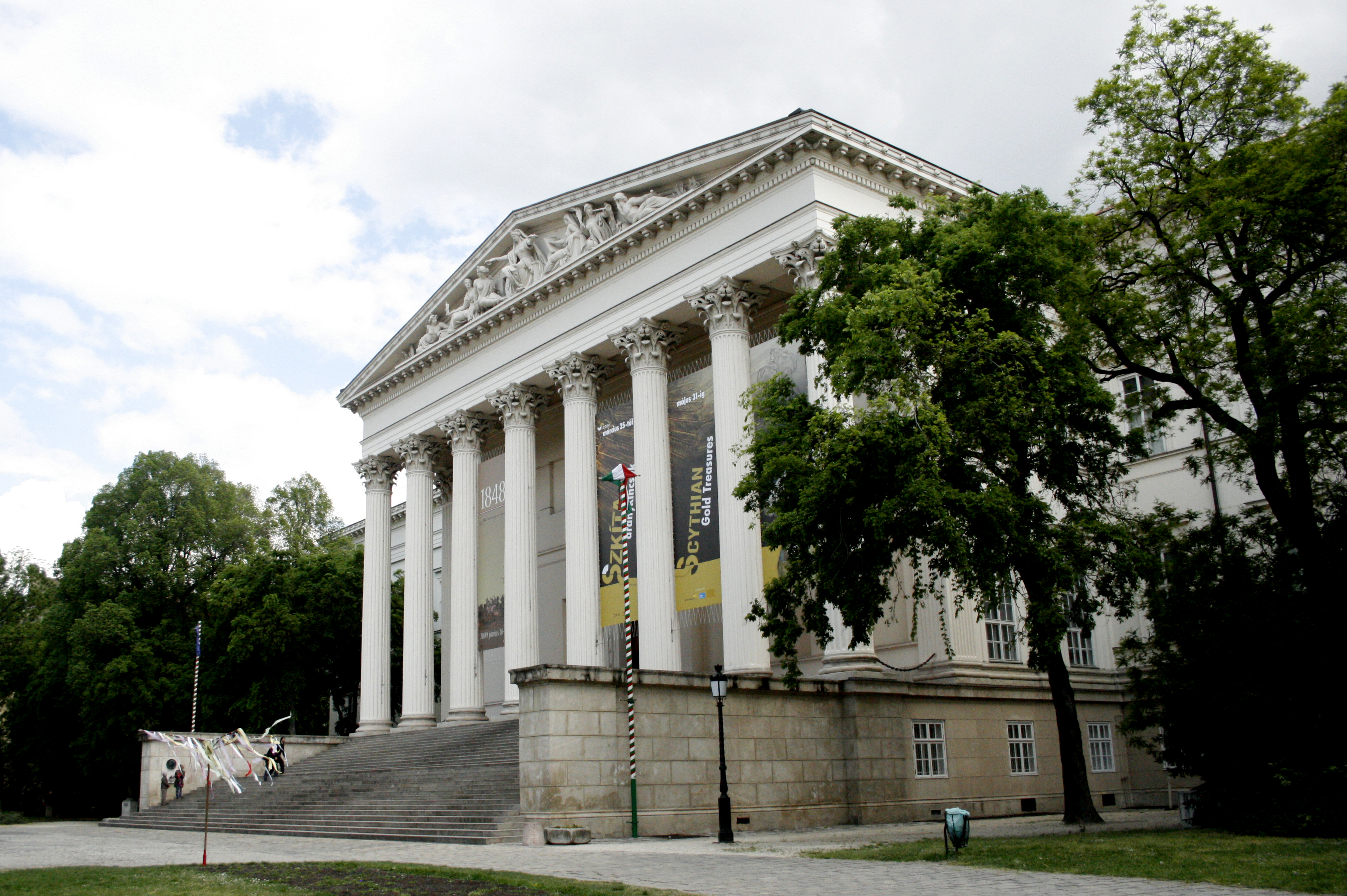
المتحف الوطني 1837-1847

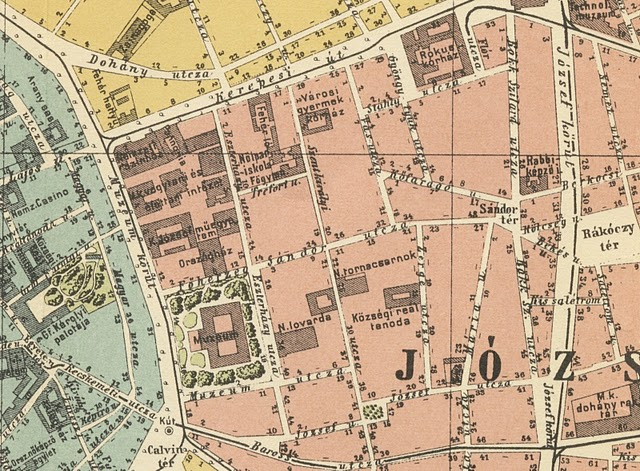
خريطة شوارع بالوتانيجيد لعام 1896

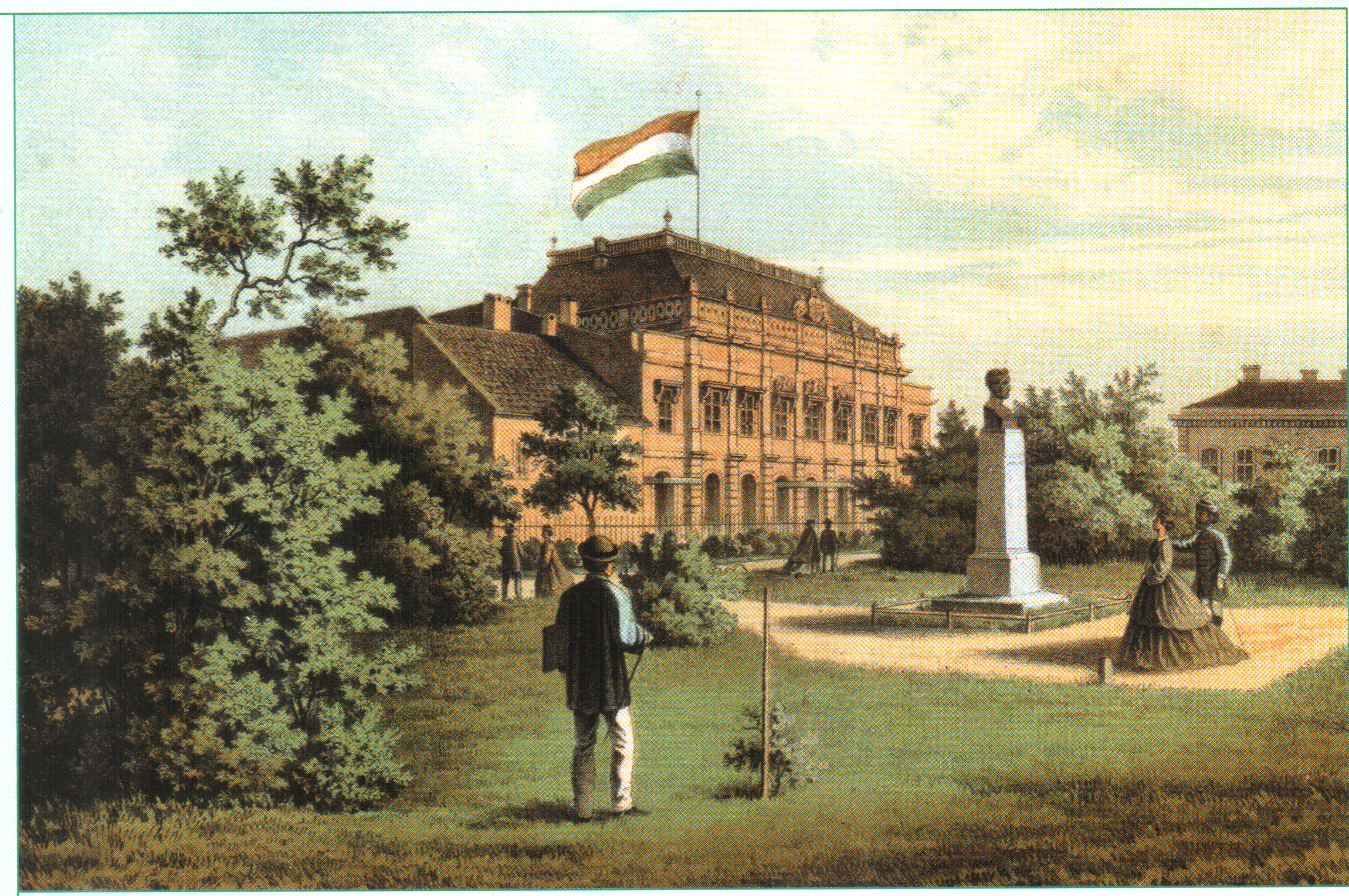
البرلمان القديم 1866، برودي ساندور

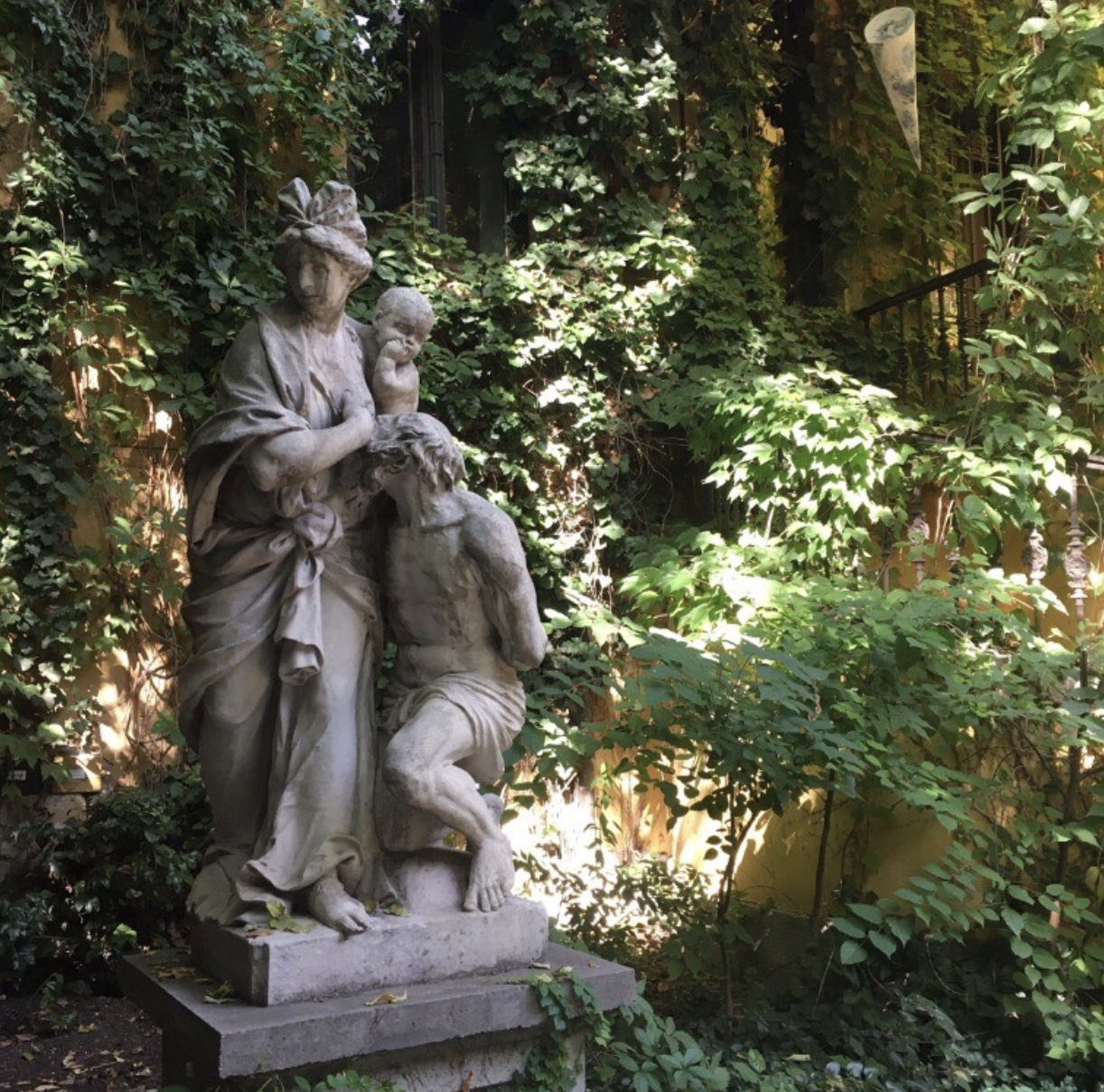
حديقة جمعية المهندسين المعماريين المجريين، شارع أوتباكسيرتا

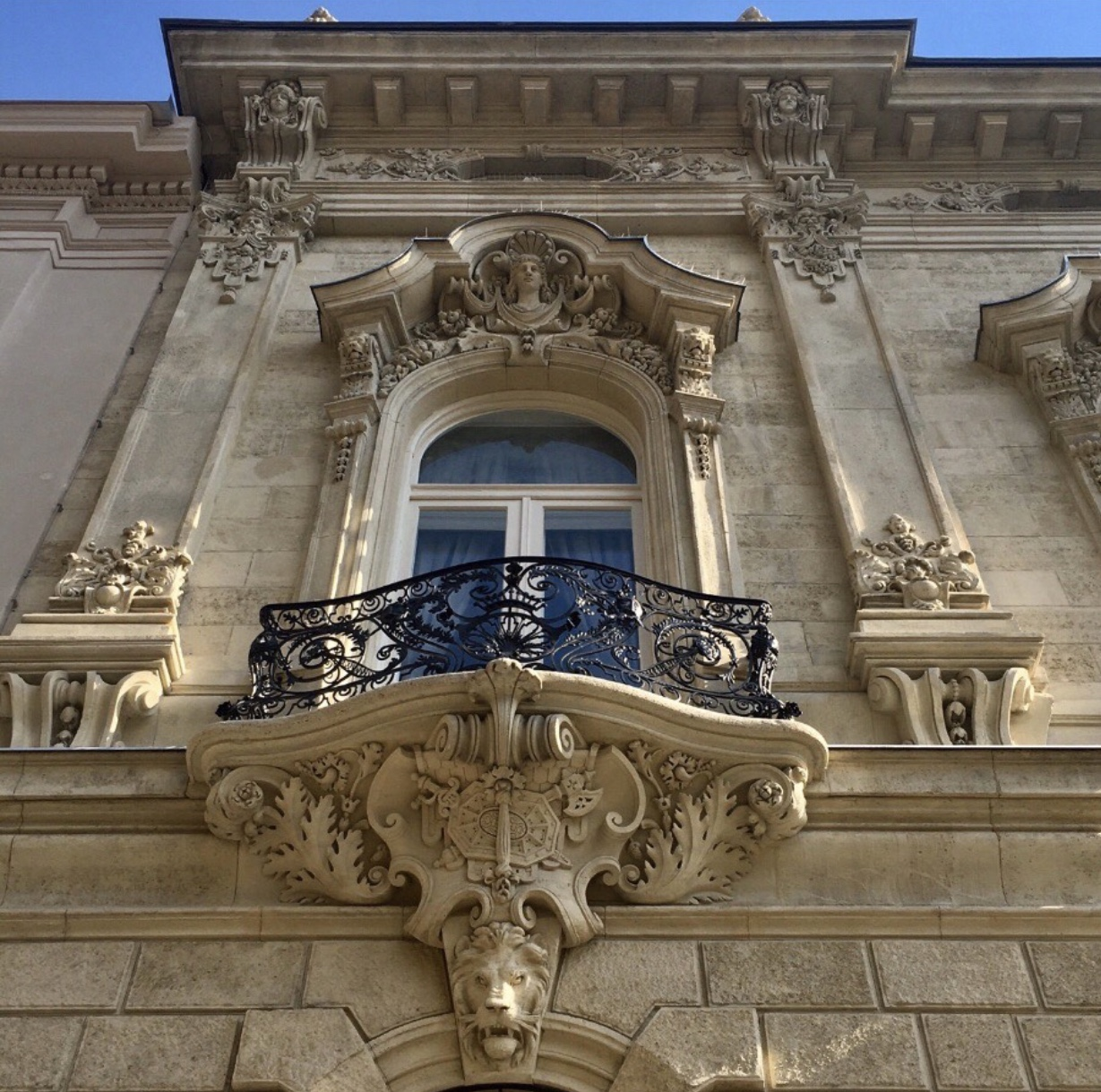
قصر كارولي. أحد قصور كارولي الأربعة في المنطقة، والمعروف باسم قصر إستفان كارولي أو قصر كارولي تشيكونيكس1881 بني للكونتيسة كارولي، زوجة الكونت إستفان كارولي.

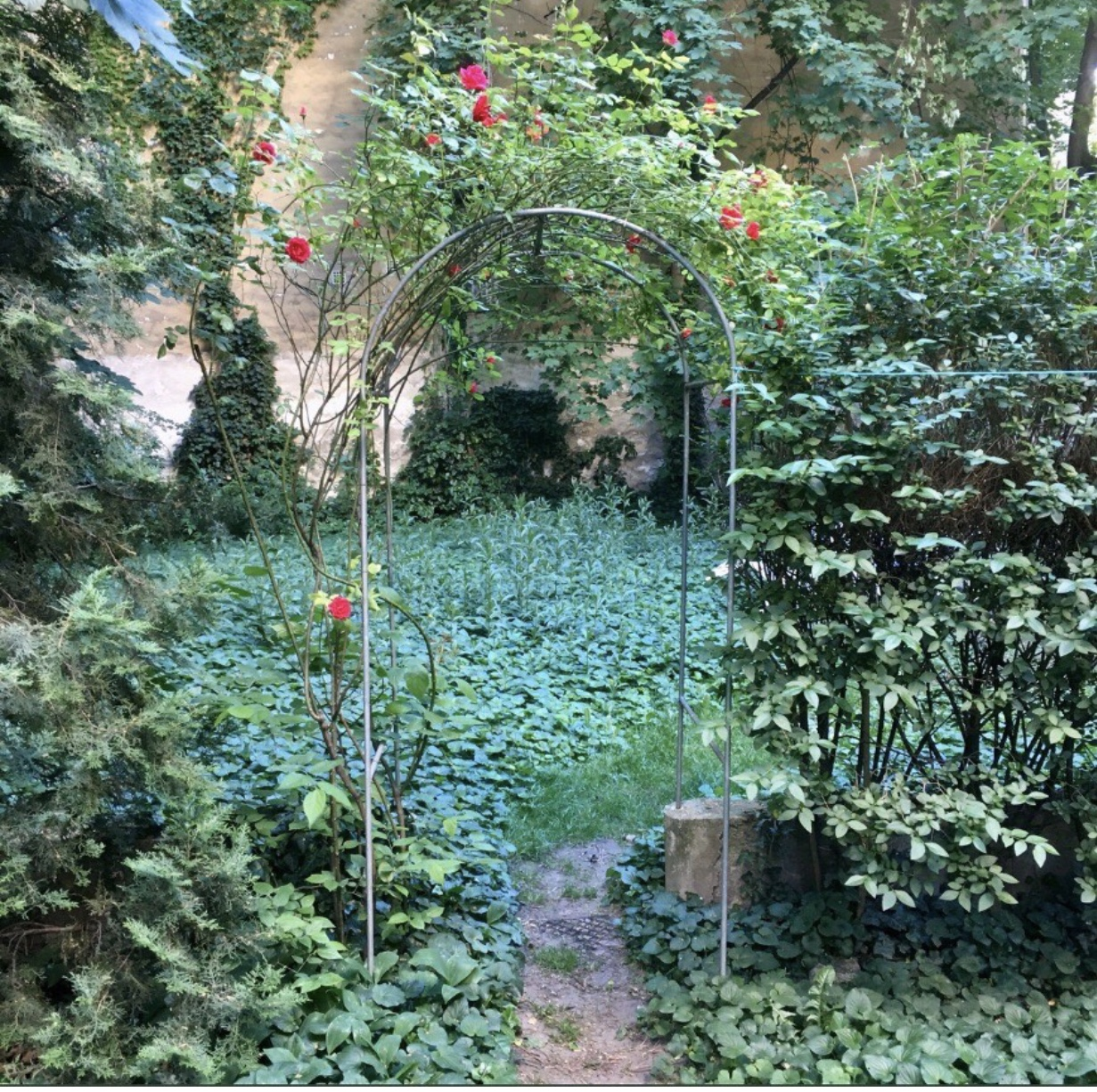
حديقة سرية في الفناء الداخلي

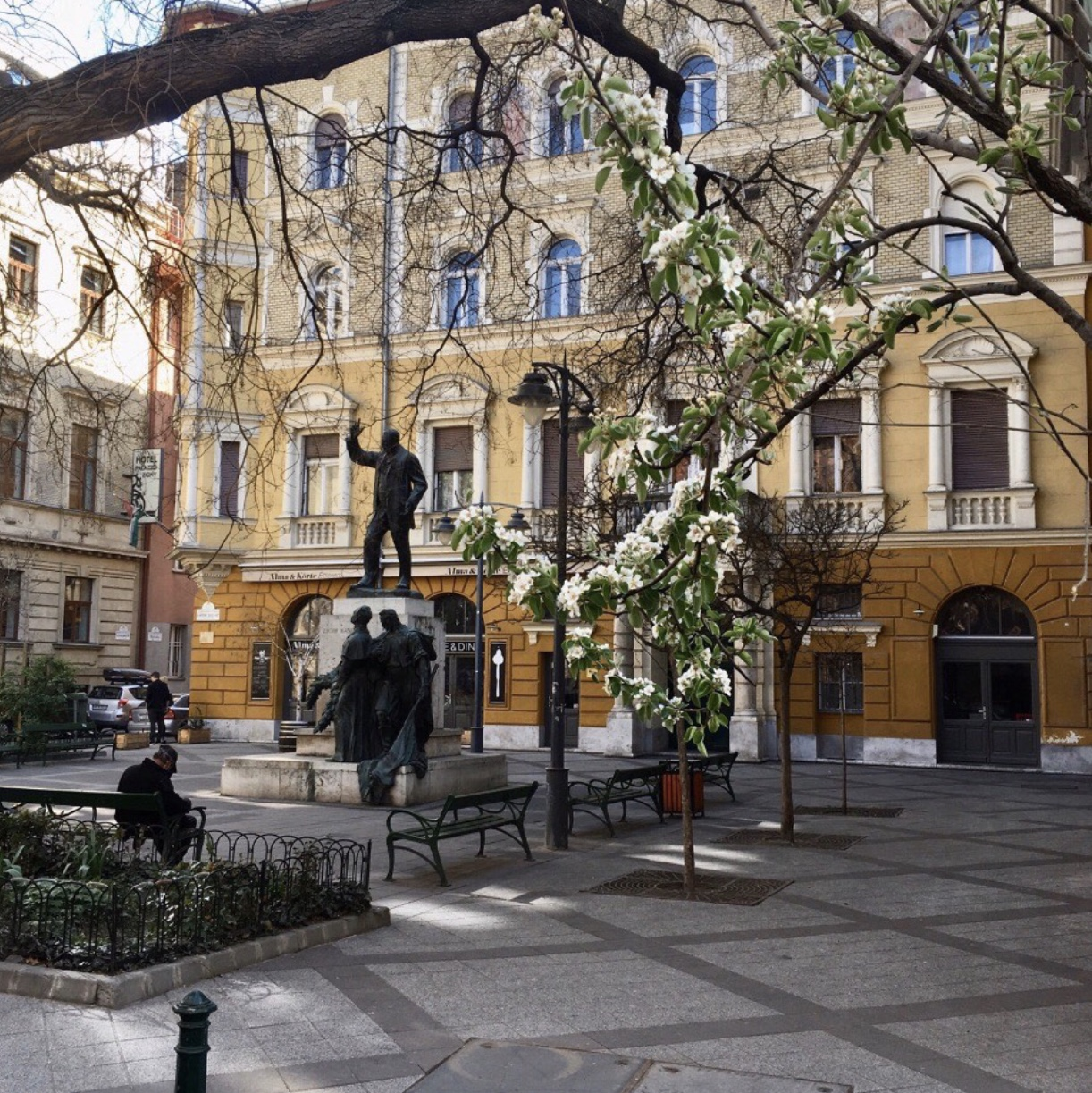
لورينك باب تير

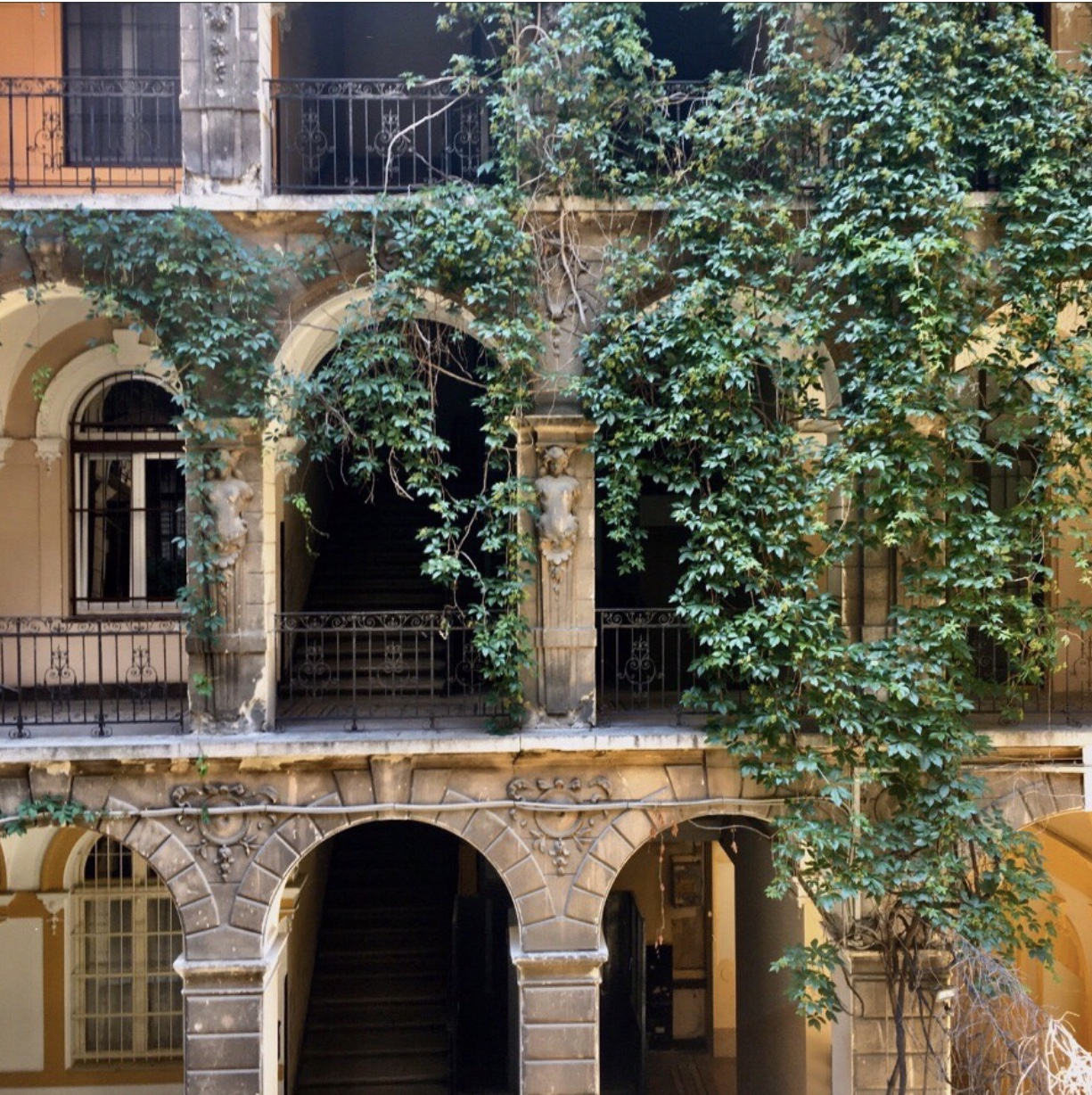
الفناء الداخلي

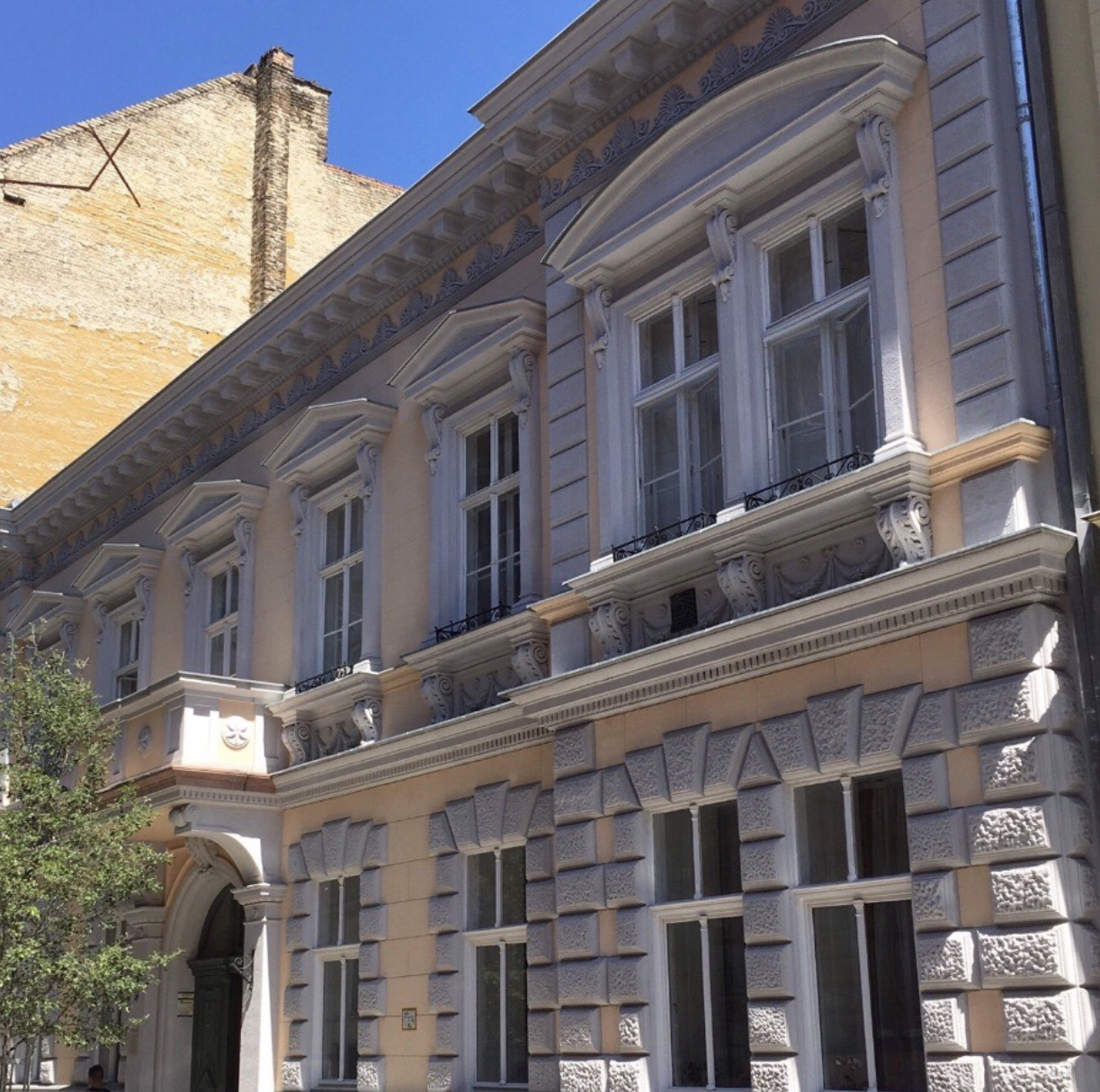
قصر مارفي مانتوانو

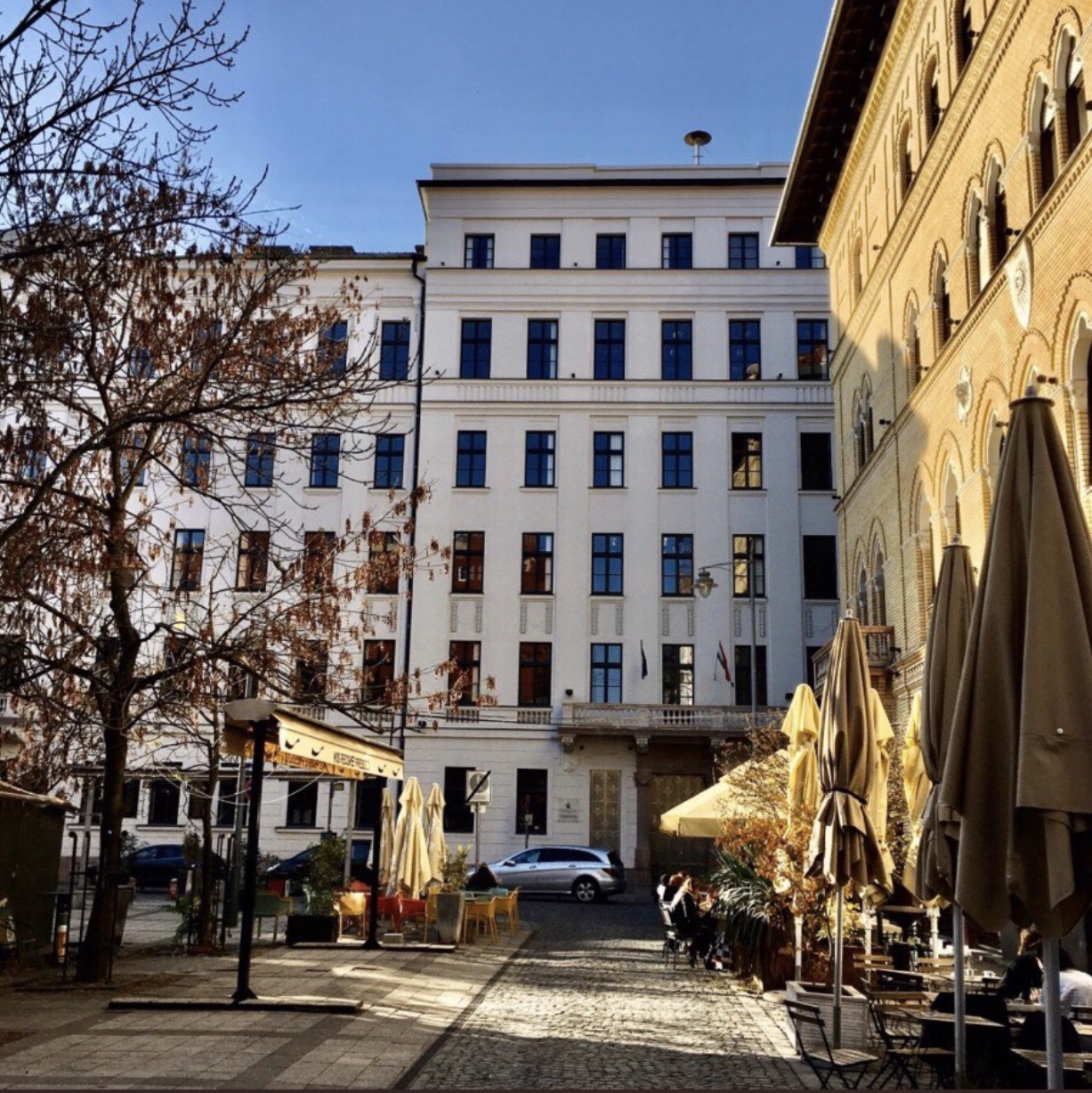
ميكسات كالمان تير

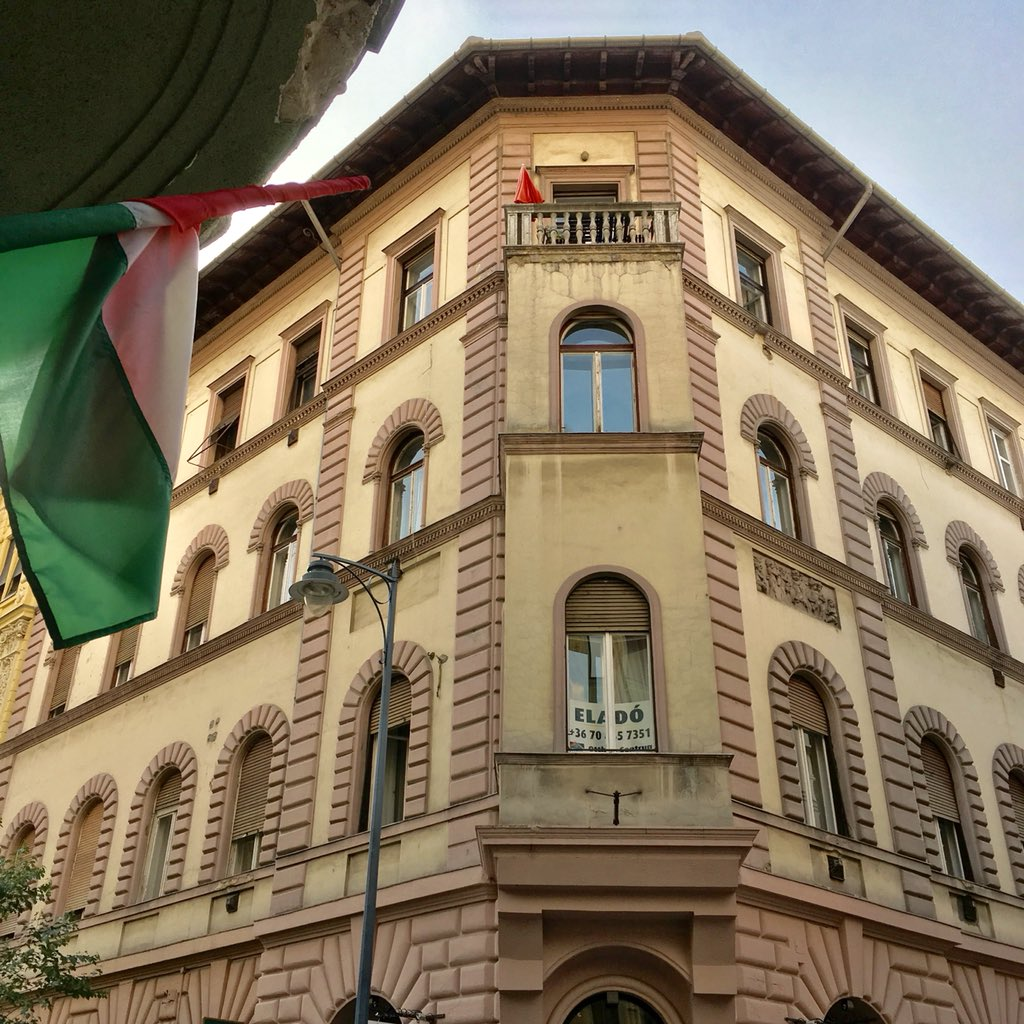
مبنى شقق أدولف جراينر عام 1892 في شارع هورانسكي أوتكا 27

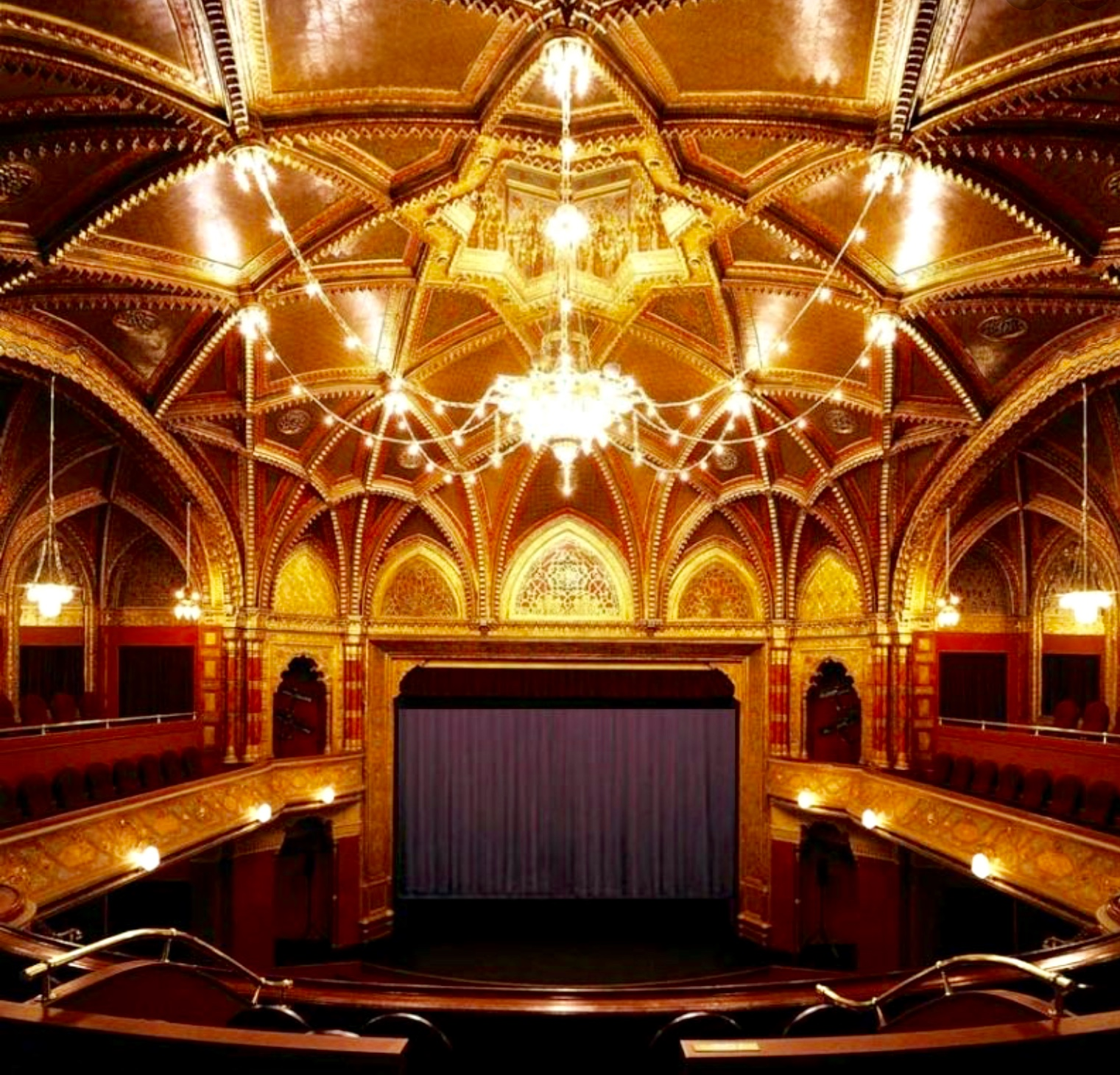
مسرح أورانيا الوطني للسينما في 21إحدى دور السينما

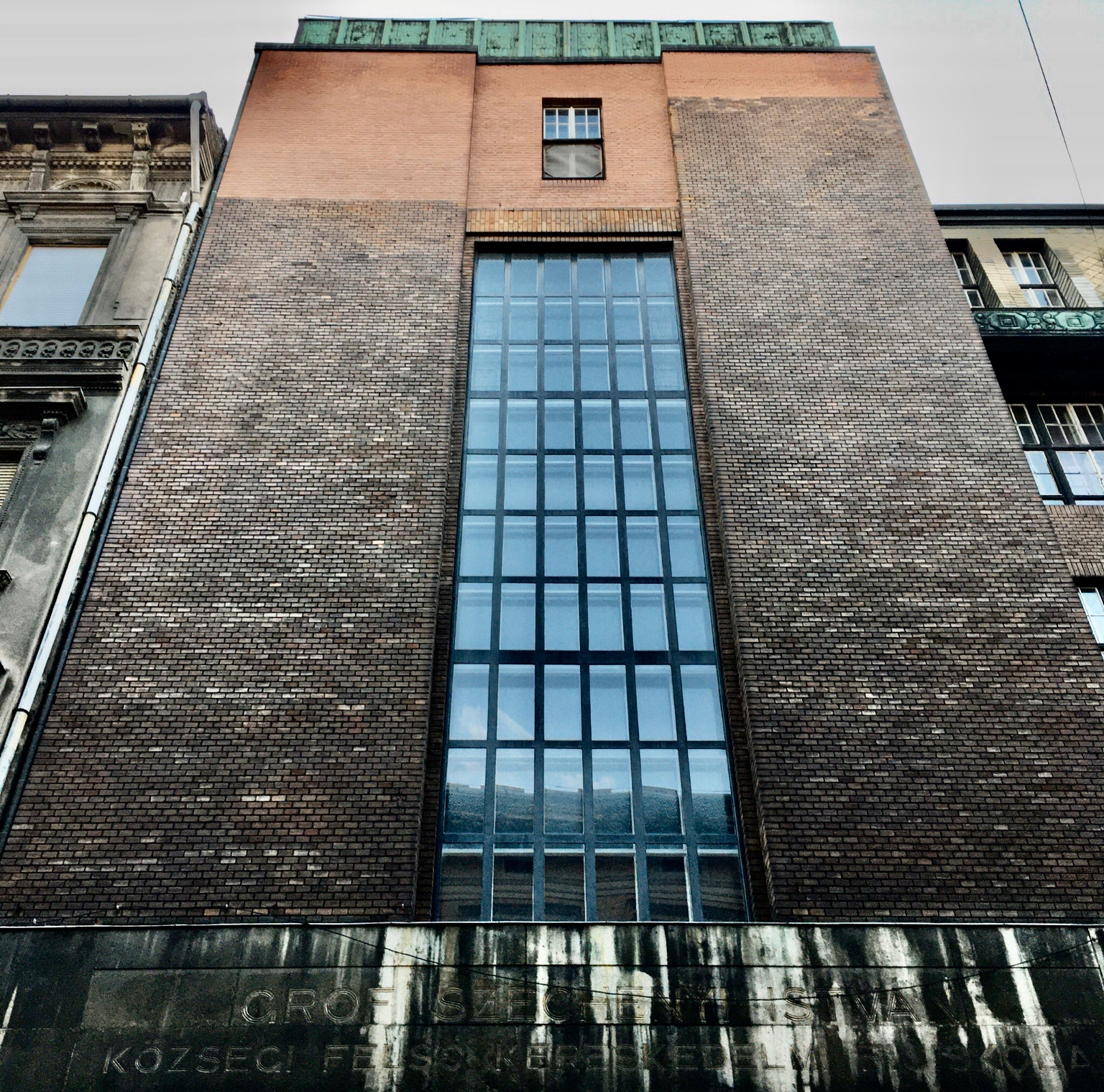
بيلا لايتا عام 1912 مدرسة الكونت للتجارة

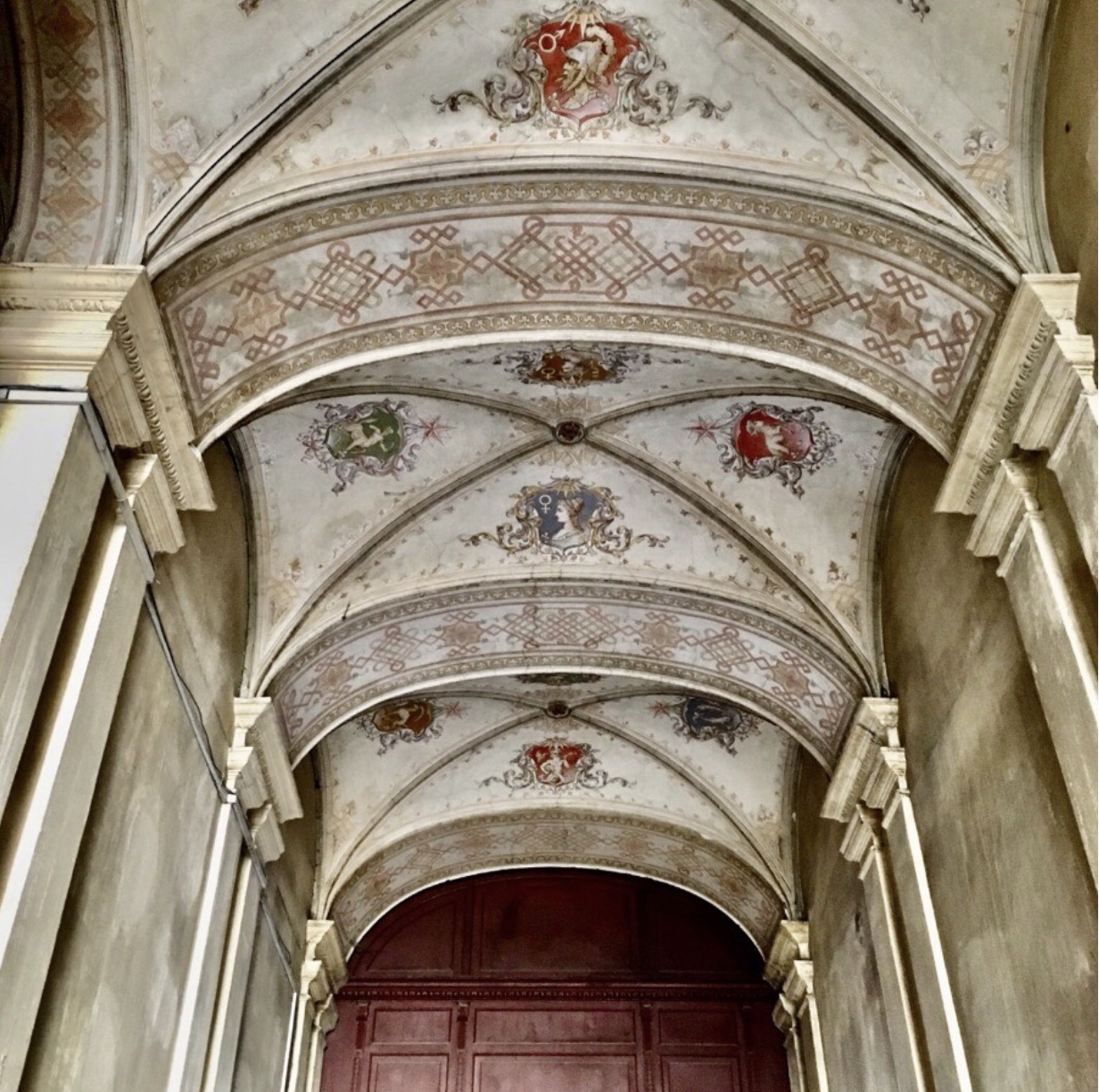
زخرفة السقف

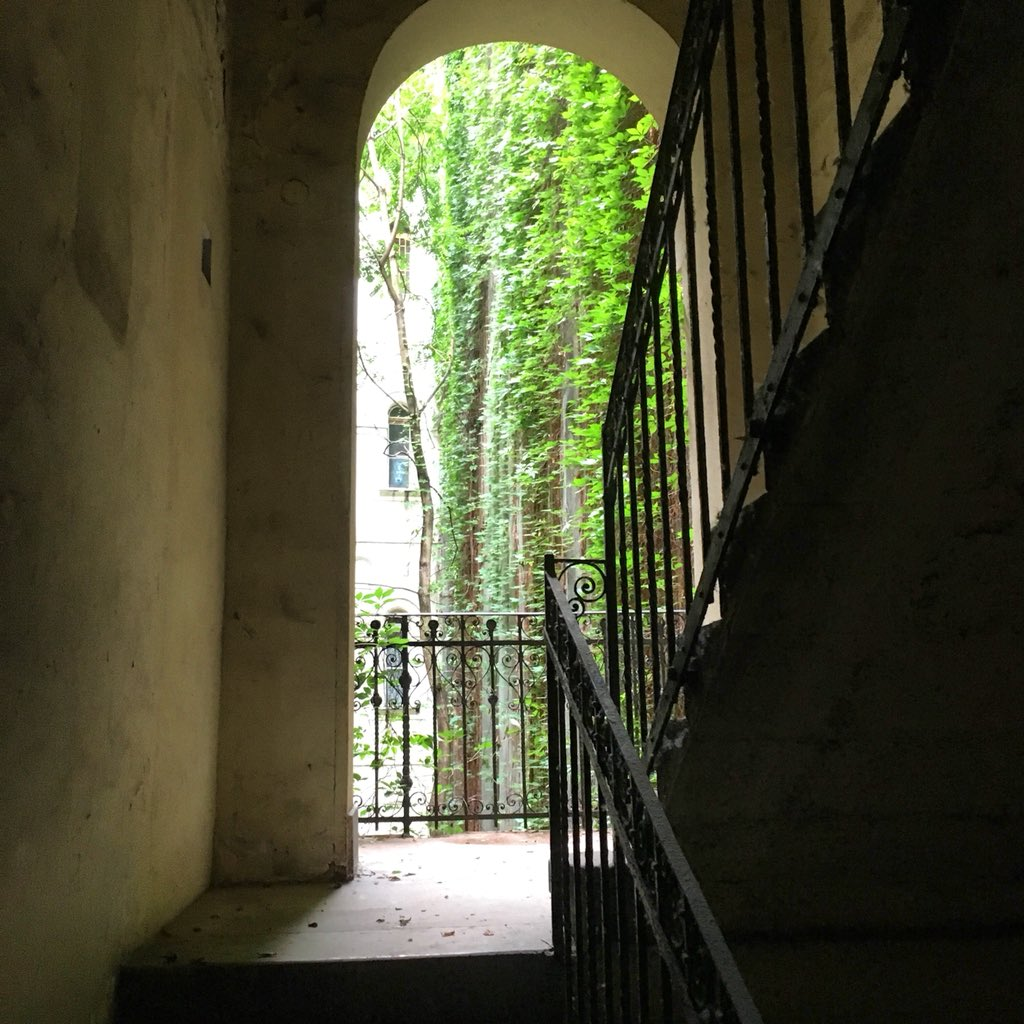
مبنى أدولف آيخمان السكني عام 1892

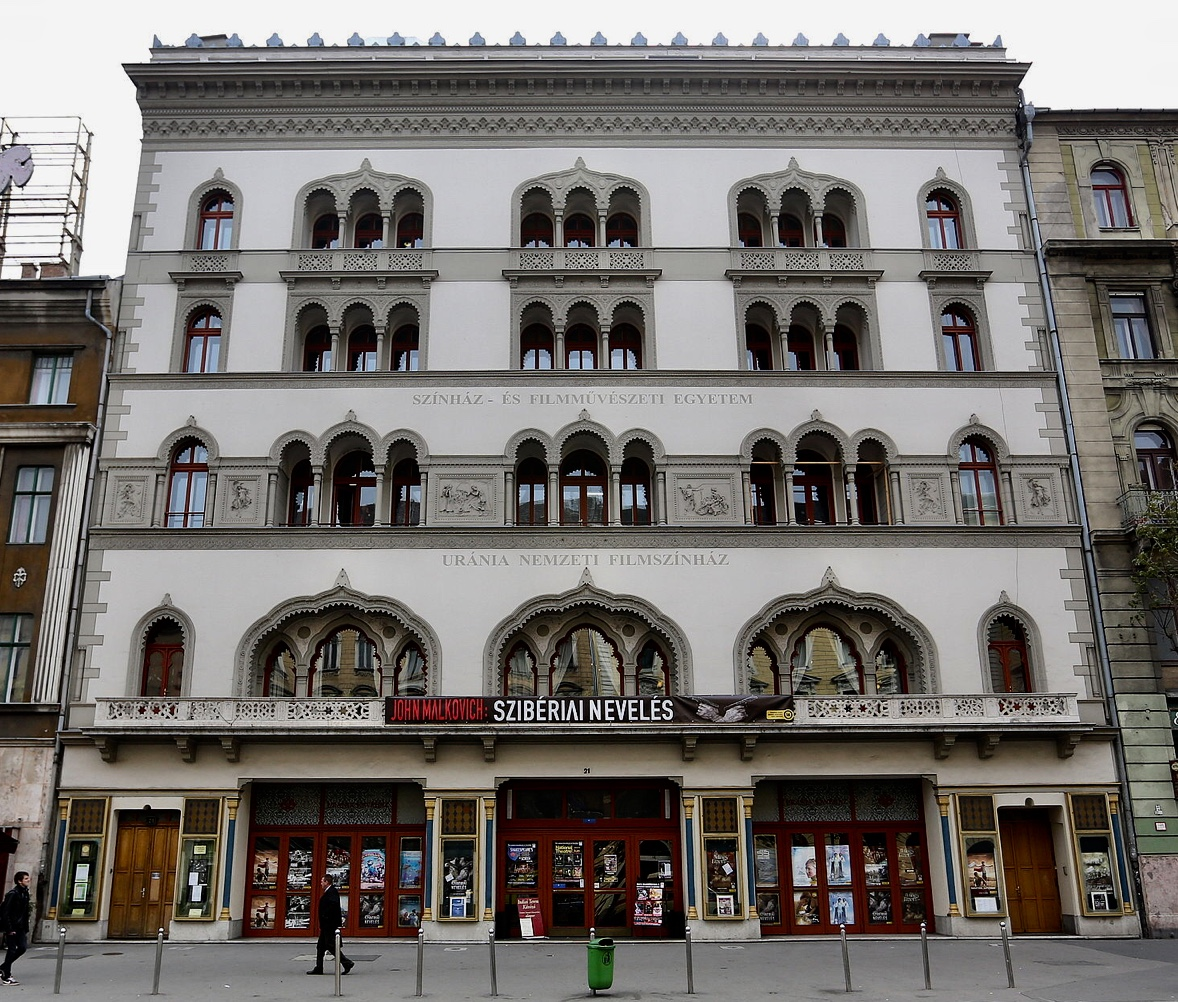
سينما أورانيا في تسعينيات القرن التاسع عشر

1. 1 2  "Barangolások a Zerge utcában: A Zerge-ház". emlekezzbudapest. 15 يناير 2016. اطلع عليه بتاريخ 2025-6-21.
2. ↑  "Felújítanák a Gutenberg-otthont, de a lakók attól tartanak, hogy nem ők, hanem az állam nyer majd az ügyön". 24.hu (بالمجرية). 28 Apr 2021. Archived from the original on 2024-11-26. Retrieved 2025-06-21.
3. ↑  "Galíciától egy budapesti bérház pincéjéig". A Nagy Háború. مؤرشف من الأصل في 2017-09-26. اطلع عليه بتاريخ 2025-06-21.
4. ↑  Budapest, We love (23 Feb 2021). "Budapest's historic Corvin store revealed once more - English - We love Budapest". welovebudapest.com (بالإنجليزية). Archived from the original on 2025-01-22. Retrieved 2025-06-21.
5. ↑  Alexandra, Kozár (16 Mar 2021). "Megújul a Corvin Áruház, az első pesti pláza". index.hu (بالمجرية). Archived from the original on 2025-01-26. Retrieved 2025-06-21.
6. ↑  "Képzőművészet Magyarországon - Fine Arts in Hungary". www.hung-art.hu. مؤرشف من الأصل في 2024-11-26. اطلع عليه بتاريخ 2025-06-21.
7. ↑  ".Művészcsaládok VII" (PDF). مؤرشف من الأصل (PDF) في 2023-03-07. اطلع عليه بتاريخ 2025-6-21.
8. ↑  "Specs". مؤرشف من الأصل في 2025-06-19. اطلع عليه بتاريخ 2025-6-21.
9. ↑  "Városunk. Budapesti Honismereti Híradó. Száz éve indult meg Budapesten a kislakás-építési akció - PDF Free Download". adoc.pub (بالإنجليزية). Archived from the original on 2025-01-21. Retrieved 2025-06-21.
10. ↑  "Eötvös Loránd University". elte. مؤرشف من الأصل في 2025-06-08. اطلع عليه بتاريخ 2025-6-21.
11. ↑  "Campus Map". semmelweis.hu (بالإنجليزية الأمريكية). Archived from the original on 2025-05-15. Retrieved 2025-06-21.
12. ↑  "Károli Gáspár University of the Reformed Church in Hungary". english.kre.hu (بالإنجليزية البريطانية). Archived from the original on 2025-06-10. Retrieved 2025-06-21.
13. ↑  "ELTE Trefort Ágoston Gyakorló Gimnázium -" (بالمجرية). 20 Jun 2025. Archived from the original on 2025-06-05. Retrieved 2025-06-21.
14. ↑  Zoltán, Ferencz. "Benda Kálmán Bölcsészet- és Társadalomtudományi Szakkollégium". btk.kre.hu (بالمجرية). Archived from the original on 2025-06-01. Retrieved 2025-06-21.
15. ↑  "Kapcsolat". Szent Anna Kollégium. مؤرشف من الأصل في 2020-01-26. اطلع عليه بتاريخ 2025-06-21.
16. ↑  "Faludi Ferenc Jezsuita Akadémia: Nyitólap" (بالإنجليزية). Archived from the original on 2025-05-14. Retrieved 2025-06-21.
17. ↑  "History | Uránia Nemzeti Filmszínház". urania-nf.hu. مؤرشف من الأصل في 2025-06-08. اطلع عليه بتاريخ 2025-06-21.